# Stephan Kaiser

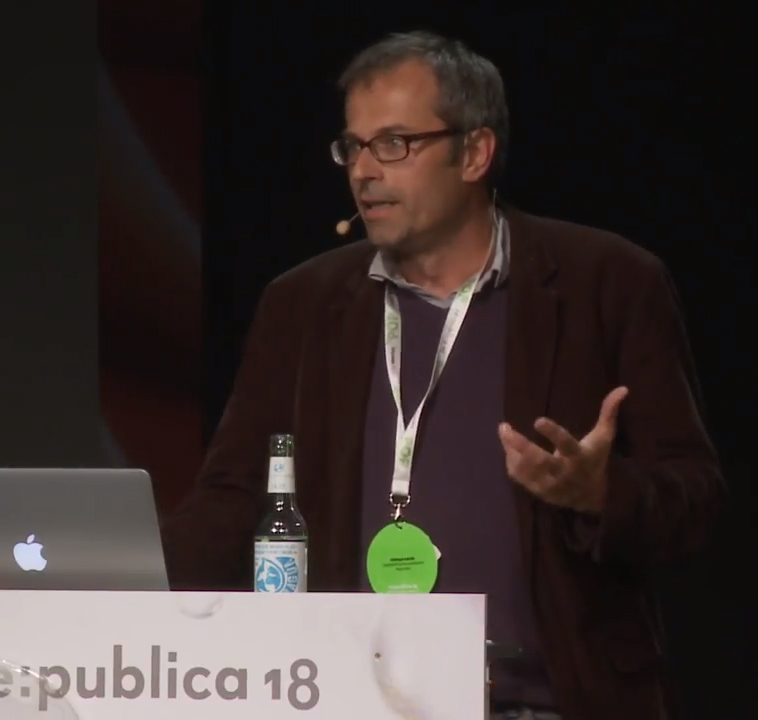
Stephan Kaiser (2018)

Stephan Kaiser (* 26. Februar 1971 in Bamberg) ist deutscher Wirtschaftswissenschaftler (Personal- und Organisationsforscher). Er ist Inhaber der Professur für ABWL, Personalmanagement und Organisation an der Universität der Bundeswehr München sowie im Vorstand des dortigen Instituts für Entwicklung zukunftsfähiger Organisationen.

## Werdegang
Nach dem Abitur am Reuchlin-Gymnasium in Ingolstadt (1990)  studierte Stephan Kaiser Betriebswirtschaftslehre an der Universität Regensburg (unter anderem bei Hans Jürgen Drumm) und an der University of Wales, Swansea und schloss das Studium 1996 als Diplom-Kaufmann ab. 2001 wurde er bei Max Ringlstetter an der Wirtschaftswissenschaftlichen Fakultät Ingolstadt der Katholischen Universität Eichstätt-Ingolstadt mit der Dissertation Entwicklung von Humanressourcen. Eine ressourcen- und lernorientierte Perspektive zum Dr. rer. pol. promoviert. Ebenfalls dort habilitierte er sich und erhielt die Venia Legendi für Betriebswirtschaftslehre (2007).
Im Dezember 2007 nahm er einen Ruf an die WHL Wissenschaftliche Hochschule Lahr an, an der er von August 2008 bis September 2009 als Inhaber des Lehrstuhls für ABWL, Personalmanagement und Organisation wirkte. Von 2008 bis 2010 war er zudem Gastprofessor an der Wirtschaftswissenschaftlichen Fakultät der Katholischen Universität Eichstätt-Ingolstadt.
Seit Oktober 2009 ist er Inhaber der Professur für ABWL, Personalmanagement und Organisation an der Wirtschafts- und Organisationswissenschaftlichen Fakultät der Universität der Bundeswehr München (Nachfolge von Rainer Marr). In den Jahren 2011 bis 2018 leitete er den Arbeitskreis Unternehmensführung der Schmalenbach-Gesellschaft für Betriebswirtschaft. Von 2017 bis 2019 war er Vorsitzender der wissenschaftlichen Kommission Personal in Verband der Hochschullehrer für Betriebswirtschaftslehre und von 2018 bis 2020 Dekan der Fakultät für Wirtschafts- und Organisationswissenschaften an der Universität der Bundeswehr München.
Stephan Kaiser ist Autor von über 100 Publikationen zu Themen der Managementforschung. Seine Forschungsschwerpunkte liegen im Bereich Personal, Organisation und Strategie.

## Schriften (Auswahl)
- Entwicklung von Humanressourcen. Eine ressourcen- und lernorientierte Perspektive. Dissertation. Gabler, Wiesbaden, ISBN 978-3-8349-1369-2.
- mit R. Paust, T. Kampe: Externe Mitarbeiter. Ein Wegweiser für ein erfolgreiches Management externer Professionals, Freelancer und Dienstleister. Linde, Wien 2007, ISBN 978-3-7143-0122-9.
- mit M. Ringlstetter: Humanressourcen-Management. Oldenbourg, München 2008, ISBN 978-3-486-58415-8.
- mit M. Ringlstetter (Hrsg.): Work-Life-Balance. Erfolgversprechende Konzepte und Instrumente für Extremjobber. Springer, Berlin 2010.
- mit M. Ringlstetter: Strategic Management of Professional Service Firms. Springer, Berlin 2010.
- mit M. Ringlstetter, M. Pina e Cunha, D. Eikhof (Hrsg.): Creating balance?! International Perspectives on the Work-Life Integration of Professionals. Springer, Berlin 2010.
- mit M. Ringlstetter, G. Müller-Seitz (Hrsg.): Positives Management. Zentrale Konzepte und Ideen des positive Organizational Scholarship. 2. erweiterte und überarbeitete Auflage. Gabler, Wiesbaden 2010.
- mit W. Schmeisser, M. Andresen: Personalmanagement. UVK Lucius, Konstanz 2012, ISBN 978-3-8252-3733-2.
- mit A. Kozica (Hrsg.): Ethik im Personalmanagement. Hampp Verlag, Mering 2012, ISBN 978-3-86618-673-6.
- mit S. Süß, I. Josephes (Hrsg.): Freelancer als Forschungsgegenstand und Praxisphänomen: Betriebswirtschaftliche und psychologische Perspektiven. Peter Lang Verlag, Frankfurt am Main 2012, ISBN 978-3-631-61996-4.
- mit K. de Molina, W. Widuckel (Hrsg.): Kompetenzen der Zukunft – Arbeit 2030. Haufe Verlag, Freiburg 2018, ISBN 978-3-648-10723-2.